# Cerkiew św. Symeona Słupnika w Orli
Cerkiew pod wezwaniem św. Szymona Słupnika – prawosławna cerkiew pomocnicza w Orli. Należy do parafii św. Michała Archanioła w Orli, w dekanacie Bielsk Podlaski diecezji warszawsko-bielskiej Polskiego Autokefalicznego Kościoła Prawosławnego.

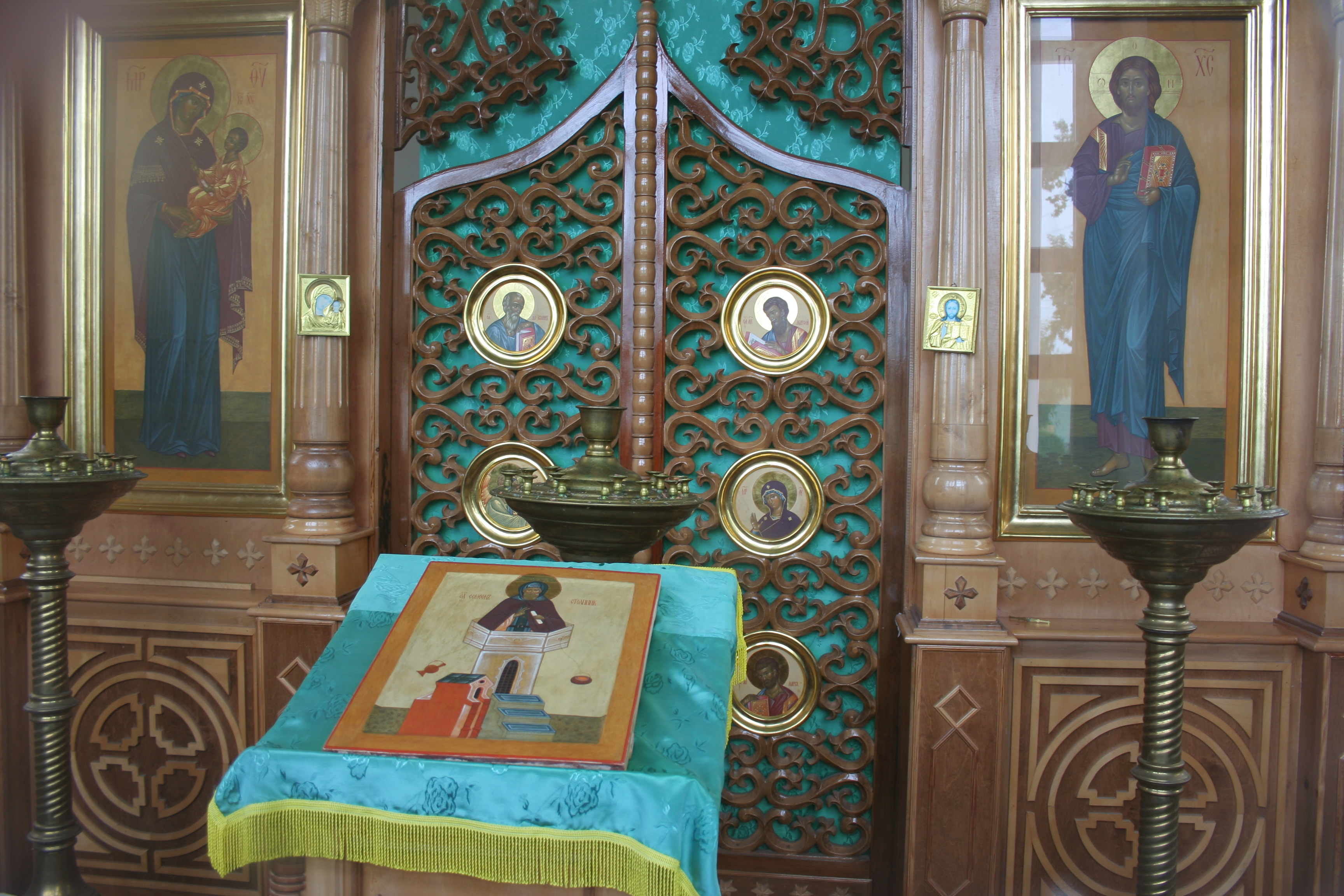
Wnętrze kaplicy

## Historia
Cerkiew została wzniesiona w latach 1991–1995 na miejscu, zajmowanym wcześniej przez zniszczoną w XVIII wieku cerkiew św. Jana Teologa, w celu upamiętnienia tej świątyni. Poświęcona w 1995 przez metropolitę warszawskiego i całej Polski Bazylego. 

## Architektura
Wejście do cerkwi prowadzi przez ganek z portykiem, wspierającym tympanon, zwieńczony krzyżem. Połączone nawa i prezbiterium mają formę rotundy, nakrytej kopułą z krzyżem. Okna cerkwi są półkoliste; główne drzwi przeszklone. We wnętrzu jednorzędowy ikonostas, wykonany w szkole ikonograficznej w Bielsku Podlaskim.